# 傑克·歐多瑞吉
雅各·陶德·歐多瑞吉（英語：Jacob Todd Odorizzi，1990年3月27日—），為美國職棒大聯盟的投手，目前效力於。他先前曾效力過皇家、雙城、太空人、勇士與遊騎兵等隊。

## 職業生涯

### 密爾瓦基釀酒人
2008年美國職棒大聯盟選秀，釀酒人於第一輪32順位選進歐多瑞吉。他在釀酒人隊的小聯盟系統裡，合計拿下9勝9敗，防禦率3.68。

### 堪薩斯市皇家
2010年12月17日，釀酒人用歐多瑞吉、艾爾西迪斯·艾斯科巴、洛倫佐·肯恩以及Jeremy Jeffress等四名球員向皇家隊交易扎克·格林基和Yuniesky Betancourt。2012年，他入選未來之星明星賽。這一年合計他在2A和3A投出15勝5敗，防禦率3.03。2012年9月23日，歐多瑞吉登上大聯盟。並在球季結束前先發了2場比賽。

### 坦帕灣光芒
2012年12月9日，皇家隊將歐多瑞吉、Patrick Leonard、威爾·邁爾斯和麥克·蒙哥馬利交易至光芒隊，換來詹姆斯·席爾斯和Wade Davis。2013年球季，他在3A先發22場比賽，拿下9勝6敗，防禦率3.33。而他在大聯盟出賽7場，其中4場先發，防禦率3.94。2014年，歐多瑞吉擔任球隊的4號先發。該年他拿下11勝13敗，防禦率4.13。

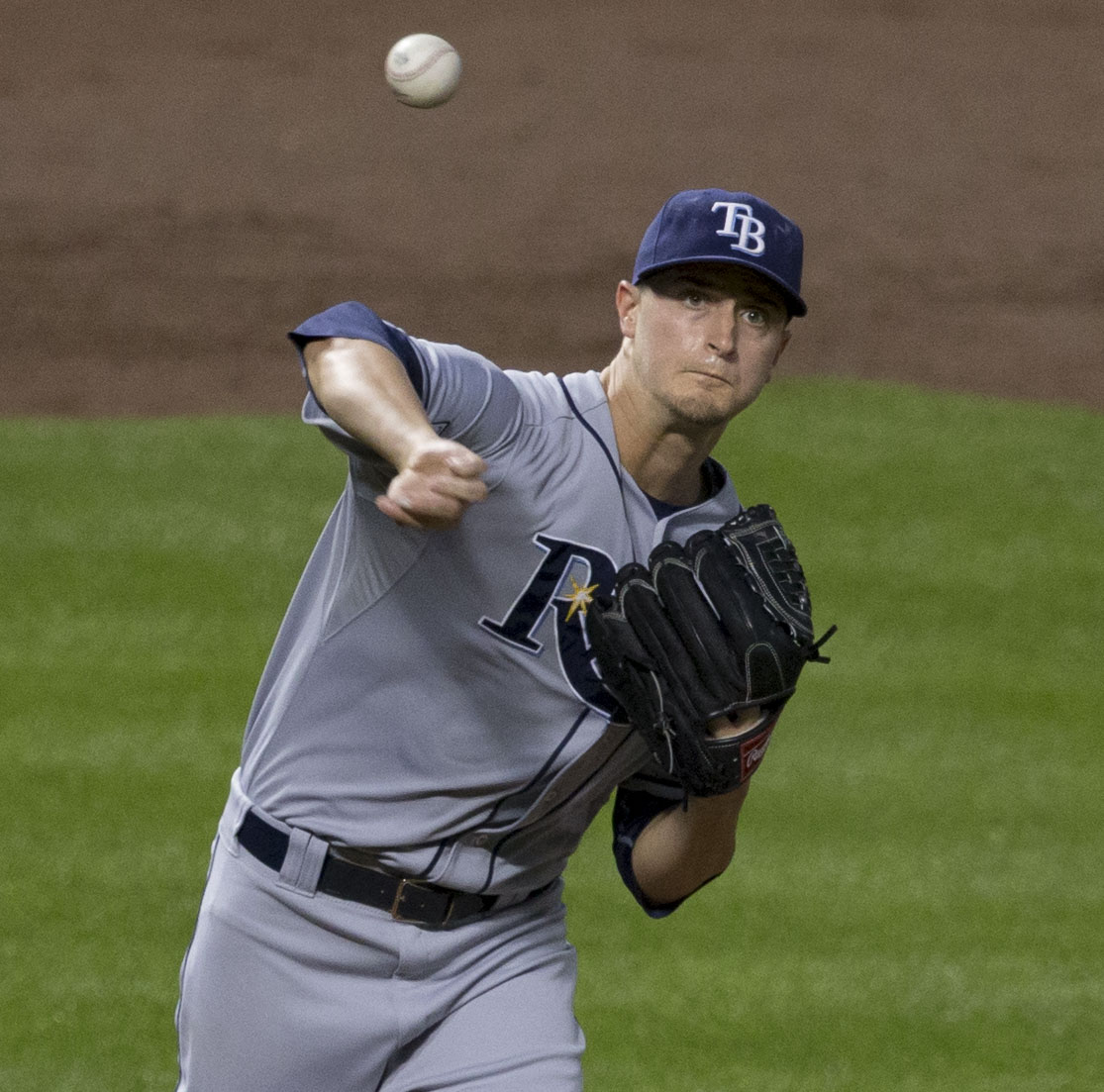
2014年的歐多瑞吉

2015年球季，他僅先發28場比賽，9勝9敗，防禦率3.25。2016年球季，他先發33場比賽只拿下10勝6敗，防禦率3.69。他拿下17次無關勝敗也是該年大聯盟投手最多。
2017年7月26日，歐多瑞吉因為背部緊繃而進入傷兵名單。該年他拿下10勝8敗，防禦率4.14。

### 明尼蘇達雙城
2018年2月17日，光芒隊將歐多瑞吉交易至雙城隊，換來小聯盟選手Jermaine Palacios。而才剛來到雙城隊的歐多瑞吉就擔任球隊的開幕戰先發。9月12日，他面對洋基還投出7.1局的無安打。該年他拿下7勝10敗，防禦率4.49。
2019年，歐多瑞吉拿下15勝7敗，防禦率3.51，並送出178次三振。而他這一年每場先發平均只投了6局，為生涯新低。2019年11月14日，他與雙城再簽下1年1780萬美元的合約。

### 休士頓太空人
2021年3月6日，歐多瑞吉與太空人簽下2年合約。

## 個人生活
歐多瑞吉於2012年11月結婚。2016年，兒子Rhett出生。

## 外部連結
- 球員資訊和成績在MLB，ESPN，Baseball-Reference，Fangraphs（英文）
- 傑克·歐多瑞吉的X（前Twitter）